# 哆啦A夢25週年紀念日
《多啦A夢25週年紀念日》是在哆啦A梦电影作品誕生25周年之際，與2004年公映的哆啦A夢電影《大雄的貓狗時空傳》同時上映，片長5分鐘。

## 簡介
本動畫短片是在2004年公映的電影《大雄的貓狗時空傳》前五分鐘上演，從《大雄的恐龍》到《大雄與風之使者》中每部作品的情節都有。

## 配音
| 角色    | 配音員   | 配音員 | 配音員 |
| 角色    | 日本     | 香港   | 臺灣   |
| ------- | -------- | ------ | ------ |
| 多啦A夢 | 大山羡代 | 林保全 | 陳美貞 |

## 登場人物
- 哆啦美
- 迷你哆啦
- 皮助（《大雄的恐龍》）
- 江姆（《大雄的宇宙開拓史》）
- 帕歐帕歐象（《大雄的宇宙開拓史》）
- 水中越野車（《大雄的海底鬼岩城》）
- 美夜子（《大雄的魔界大冒險》）
- 大魔王提馬奧（《大雄的魔界大冒險》）
- 胖胖（《大雄的宇宙小戰爭》）
- 飛馬、翼獅、龍（《大雄的日本誕生》）
- 米庫金（《大雄的天方夜譚》）
- 帕兒帕兒（《大雄與雲之王國》）
- 古利歐（《大雄與雲之王國》）
- 達普（《大雄與白金迷宫》）
- 蜘蛛將軍（《大雄與夢幻三劍士》）
- 銀河超特急車長（《大雄與銀河超特急》）
- 布菲（《大雄的南海大冒險》）
- 洛哥（《大雄的宇宙漂流記》）
- 小風（《大雄與風之使者》）
- 老鼠
- 藤子·F·不二雄
- 哆啦A夢
- 星際爭霸